# Neuenstein, Hohenlohe
Neuenstein là một thị trấn nằm ở huyện Hohenlohekreis, thuộc bang Baden-Württemberg, Đức. Nơi đây nằm cách Künzelsau 12 km về phía tây nam và cách Heilbronn 27 km về phía đông.